# Settle Down
«Settle Down» —en español: «Instalarse»— es el primer sencillo del sexto álbum de la banda No Doubt, titulado Push and Shove. La canción fue escrita por Gwen Stefani y producida por Mark "Spike" Stent, y fue lanzada a las radios el 16 de julio de 2012 por Interscope Records.

## Composición
La música trae el sonido de la banda de California por el cual llegó a ser conocido, una mezcla de pop / rock con ritmos latinos y caribeños.

## Video musical
El videoclip, dirigido por Sophie Muller fue estrenado el 16 de julio de 2012. Se rodó en Los Ángeles, responsable de otras producciones suyas como el célebre "Don't Speak", "Sunday Morning", "Underneath It All" y "Simple Kind of Life".
La canción fue presentada en vivo por primera vez en Teen Choice Awards el 22 de julio de 2012.

## Recepción
La canción recibió generalmente críticas positivas. Popjustice dijo que la canción "brillante" y señaló el familiar sonido de No Doubt presente en ella, muchos críticos como Lily Rothman de Time felicitó a No Doubt por no "[jugar] con su sonido característico." Randall Roberts de Los Angeles Times dijo de la canción "No Doubt muestra que ha seguido un camino que han recorrido toda su carrera: aprovechando el ritmo Latino y el Caribe-teñidas de latidos, su fusión con el pop americano y la música rock, y acentuando con que No Doubt tiene ese acento."
Tom Breihan de Stereogum y Marc Hogan de Spin ambos compararon el tema con alguna producción de Santigold.

## Lista de canciones
- Descarga digital[11]

1. «Settle Down» – 6:01

## Desempeño en las listas
| Lista (2012)                                | Mejor posición |
| ------------------------------------------- | -------------- |
| Australia (ARIA)                            | 41             |
| Bélgica (Flandes) (Ultratip Bubbling Under) | 26             |
| Brasil (Billboard Hot 100)                  | 16             |
| Brasil (Billboard Hot Pop Songs)            | 3              |
| Canadá (Canadian Hot 100)                   | 24             |
| Estados Unidos (Billboard Hot 100)          | 34             |
| Estados Unidos (Mainstream Top 40)          | 21             |
| Estados Unidos (Rock Songs)                 | 19             |
| Estados Unidos (Alternative Songs)          | 20             |
| Estados Unidos (Adult Top 40)               | 17             |
| Francia (SNEP)                              | 163            |
| Japón (Japan Hot 100)                       | 28             |
| Italia (FIMI)                               | 50             |
| Nueva Zelanda (Recorded Music NZ)           | 36             |
| Países Bajos (Dutch Top 40)                 | 31             |

## Historial de lanzamientos
| País            | Fecha               | Formato          |
| --------------- | ------------------- | ---------------- |
| Estados Unidos  | 16 de julio de 2012 | Descarga digital |
| Australia       | 17 de julio de 2012 | Descarga digital |
| República Checa | 17 de julio de 2012 | Descarga digital |
| Nueva Zelanda   | 17 de julio de 2012 | Descarga digital |
| Portugal        | 17 de julio de 2012 | Descarga digital |
| Brasil          | 17 de julio de 2012 | Descarga digital |
| Reino Unido     | 17 de julio de 2012 | Descarga digital |